# A Volta de Beto Rockfeller
A Volta de Beto Rockfeller foi uma telenovela brasileira produzida pela Rede Tupi e exibida entre 26 de março e 9 de novembro de 1973, em 197 capítulos. Foi a primeira trama a ser veiculada pela emissora na faixa das 20h30, sendo sucedida por O Conde Zebra. Escrita por Bráulio Pedroso e dirigida por Oswaldo Loureiro, foi a continuação de Beto Rockfeller, novela transmitida pela Tupi de 1968 a 1969, também roteirizada por Bráulio a partir de uma idealização de Cassiano Gabus Mendes.
Dos 197 capítulos originariamente exibidos, apenas 7 foram preservados, estando atualmente sob a guarda da Cinemateca Brasileira.

## Produção
A TV Tupi exibiu, de 1968 a 1969, a novela Beto Rockfeller, idealizada originalmente por Cassiano Gabus Mendes e roteirizada por Bráulio Pedroso. A trama obteve grande sucesso e repercussão, resultando, em 1970, no lançamento do longa-metragem homônimo baseado na obra. Orlando Negrão, então diretor da emissora em São Paulo, pediu à agência de publicidade Gang que fosse realizada uma pesquisa popular em que o público escolhia os personagens antigos de novelas dos quais sentia mais saudade. Constatou-se que o mais lembrado era Beto Rockfeller, protagonista do folhetim de mesmo nome, interpretado por Luis Gustavo. Assim, houve uma tentativa de dar continuidade à telenovela.
Também assinada por Bráulio Pedroso, A Volta de Beto Rockfeller foi a primeira novela exibida em cores pela Tupi e inaugurou a faixa das 20h30 do canal. Manteve parte do elenco principal original, formado, além de Luis Gustavo, por Bete Mendes, Irene Ravache, Plínio Marcos, Jofre Soares e Eleonor Bruno. Outros integrantes apareciam em cenas da trama original em flashbacks. A produção seria, até então, a mais cara da TV brasileira, sendo gastos Cr$ 400.000. Maior parte das filmagens eram externas e em grande escala, e cenas em estúdio eram gravadas em videotape. Ademais, foram utilizados recursos cinematográficos, inéditos em telenovelas do país, para o desenrolar da história.

## Sinopse
O bicão Beto Rockfeller (Luis Gustavo) retorna depois de três anos, reencontrando a família — os pais Pedro (Jofre Soares) e Rosa (Eleonor Bruno) e a irmã Neide (Irene Ravache). E entra em contato com alguns conhecidos, como o velho amigo Vitório (Plínio Marcos) e Renata (Bete Mendes), uma grã-fina decadente. E novamente Beto Bicão se envolve com milionários e oportunistas.

## Elenco
| Ator                    | Personagem                |
| ----------------------- | ------------------------- |
| Luiz Gustavo            | Alberto (Beto Rockfeller) |
| Bete Mendes             | Renata                    |
| Irene Ravache           | Neide                     |
| Plínio Marcos           | Vitório                   |
| Odete Lara              | Magda                     |
| Raul Cortez             | Aluísio                   |
| Elke Maravilha          | Rovana                    |
| Jofre Soares            | Pedro                     |
| Eleonor Bruno           | Dirce                     |
| Yara Lins               | Clotilde (Clô)            |
| Oswaldo Loureiro        | Bob Santini               |
| Cláudio Corrêa e Castro | Bob Santini               |
| Márcia Rodrigues        | Regina                    |
| Renato Borghi           | Adamastor                 |
| Esther Góes             | Libânia                   |
| Elizabeth Gasper        |                           |
| Newton Prado            | Augusto                   |
| José Policena           | Augusto                   |
| Yolanda Cardoso         | Ofélia                    |
| Marcelo Picchi          | Fernando (Nando)          |
| Elaine Cristina         | Ana Cristina              |
| Flávio Galvão           | Eduardo (Dudu)            |
| Pepita Rodrigues        | Bruna                     |
| Gésio Amadeu            | Amadeu                    |
| Terezinha Sodré         | Adozinda                  |
| Renato Consorte         | José Rubens               |
| Elizabeth Hartmann      | Dirce                     |
| Roberto Rocco           |                           |
| Lígia Goulart           | Ângela                    |
| Freddy Kleemann         | Stuart                    |
| Piolim                  | Serafim                   |
| Sônia Guerra            |                           |
| Brenda Smith            |                           |
| Neuza Borges            |                           |
| Ricardo Petráglia       |                           |
| Antônio Fagundes        |                           |

## Trilha sonora
Lista de faixas
| Lado A |                                      |                          |                            |         |  |
| N.º    | Título                               | Compositor(es)           | Artista(s)                 | Duração |  |
| 1.     | "Jazz Potatoes" (Tema de abertura)   | Jorge Ben                | Jorge Ben                  | 3:44    |  |
| 2.     | "My Life Has Been A Song"            | Barry Robin Maurice Gibb | Bee Gees                   | 4:30    |  |
| 3.     | "This Guy - This Girl's In Love"     | Burt Bacharach Hal David | James Brown Lyn Collins    | 3:42    |  |
| 4.     | "Moon Light Serenade" (Instrumental) | G. Miller M. Parish      | The Syd Lawrence Orchestra | 3:57    |  |
| 5.     | "Caroço de Manga"                    | Raul Seixas Paulo Coelho | Raul Seixas                | 2:40    |  |
| 6.     | "How Love Hurts"                     | Leon Sylvers III         | The Sylvers                | 3:31    |  |

| Lado B |                                                  |                                          |              |         |  |
| N.º    | Título                                           | Compositor(es)                           | Artista(s)   | Duração |  |
| 7.     | "Monkberry Moon Delight"                         | P. McCartney L. McCartney                | Exuma        | 2:58    |  |
| 8.     | "Depois que Tá Ruim Chegou, Nunca Mais Melhorou" | Capoeira                                 | MPB4         | 2:10    |  |
| 9.     | "While We're Still Young"                        | Paul Anka Chouckroun                     | Paul Anka    | 3:56    |  |
| 10.    | "That's My Girl"                                 | The Osmonds                              | The Osmonds  | 3:09    |  |
| 11.    | "Method To My Madness"                           | Barry Robin Maurice Gibb                 | Bee Gees     | 3:08    |  |
| 12.    | "From Toys to Boys"                              | Homer Banks Raymond Jackson Carl Hampton | The Emotions | 2:20    |  |

- Direção musical: Cayon Gadia
- Montagens internacionais: Paulo de Tarso e Cayon Gadia
- Produção musical nacional: Mazola e P. Tapajós
- Arranjos nacionais: Magro